# Rauhia
Rauhia, rod jednosupnica iz porodice zvanikovki kojemu pripada četiri endemske vrste lukovičastih geofita iz Perua.
Rod je opisan 1957.. Nekada uključivan u tribus Stenomesseae.

## Vrste
1. Rauhia decora Ravenna
2. Rauhia multiflora (Kunth) Ravenna
3. Rauhia occidentalis Ravenna
4. Rauhia staminosa Ravenna